# David Torosyan
David Torosyan est un boxeur soviétique né le 23 septembre 1950 à Erevan.

## Biographie
Champion d'union soviétique des poids mouches en 1973, Torosyan participe aux premiers championnats du monde de boxe amateur à La Havane en 1974 et remporte la médaille de bronze dans la catégorie des poids coqs. Deux ans plus tard, il participe aux Jeux olympiques de Montréal et remporte également la médaille de bronze mais cette fois en poids mouches.

## Palmarès

### Jeux olympiques
- Médaille de bronze en -51 kg en 1976 à Montréal, Canada

### Championnats du monde
- Médaille de bronze en -54 kg en 1974 à La Havane, Cuba